# 天下五絶
天下五絶（てんかごぜつ、拼音: Tiānxià wǔjué）は、金庸の武俠小説『射鵰英雄伝』、『神鵰剣俠』で語られる五大武術家のこと。東・西・南・北・中という方角にその武術家の特徴を表す一字を加えて称号とする。武術による選考会である「華山論剣」で選出され、決定される。

## 天下五絶
五絶
第一次「華山論剣」で選ばれた天下五絶
- 東邪：黄薬師
- 西毒：欧陽鋒
- 南帝：段智興
- 北丐：洪七公
- 中神通：王重陽

新五絶
第二次「華山論剣」では結論が出ず、第三次「華山論剣」で選ばれた天下五絶
- 東邪：黄薬師
- 西狂：楊過 - この場合の「狂」は「何物に縛られず、自由に振舞う」というニュアンス
- 南僧：一灯大師（出家した段智興）
- 北俠：郭靖
- 中頑童：周伯通